# Paul Louis de Rochechouart de Mortemart
Paul Louis de Rochechouart (* 29. April 1710 in Paris; † 4. Dezember 1731 ebenda) aus dem Haus Rochechouart war ein französischer Hochadliger, Militär und Hofbeamter.
Er war Prince de Tonnay-Charente, Duc de Mortemart (wurde aber Duc de Rochechouart genannt), Pair de France und Premier Gentilhomme de la Chambre du Roi.

## Leben
Paul Louis de Rochechouart ist der älteste Sohn von Louis de Rochechouart (1681–1746) und Marie Henriette de Beauvilliers († 1718). Er wurde anfangs Prince de Tonnay-Charente genannt.
Am 27. September 1718 wurde er zum Premier Gentilhomme de la Chambre du Roi en survivance seines Vaters ernannt, am 1. Januar 1729 trat er das Amt an. Am 13. Dezember 1729 wurde er Colonel des Régiment de Tonnay-Charente (das zuvor Régiment de Laval hieß). Im April 1730 wurde er nach dem Rücktritt seines Vaters der 4. Duc de Mortemart und Pair de France.
Am 4. Mai 1730 heiratete er Marie Anne Elisabeth de Beauvau (* 31. Januar 1712), Tochter von Pierre Madeleine de Beauvau, Marquis du Rivau, genannt Comte de Beauvau, Ritter im Orden vom Heiligen Geist, Lieutenant -général des Armée du Roi, Directeur-Général de Cavalerie et de Dragons, Gouverneur de Douai, und Marie-Thérèse de Beauvau (Haus Beauvau). Die Ehe blieb ohne Nachkommen.
Er starb am 4. Dezember 1731 in Paris an den Pocken. Sein Nachfolger als Herzog und Pair, Premier Gentilhomme und Regimentskommandeur (das Regiment wurde bereits am nächsten Tag in Régiment de Rochechouart umbenannt), wurde sein Bruder Charles Auguste.